# Station Skórka
Station Skórka is een spoorwegstation in de Poolse plaats Skórka.